# 王复旦
王复旦（1901年—？），体育家。
1924年毕业于國立東南大學体育系。曾任上海体育专科学校校长。1949年到台湾。

## 著作
- 《王復旦先生體育論集》 台北維新書局（1973年）
- 《王復旦先生體育論集續集》 台北維新書局（1978年）
- 《丁由诗词集》 王复旦著 维新书局